# (23030) Jimkennedy
(23030) Jimkennedy est un astéroïde de la ceinture principale.

## Description
(23030) Jimkennedy est un astéroïde de la ceinture principale. Il fut découvert le 4 décembre 1999 à Fountain Hills (Arizona) par Charles W. Juels. Il présente une orbite caractérisée par un demi-grand axe de 2,96 UA, une excentricité de 0,12 et une inclinaison de 16,0° par rapport à l'écliptique.

## Compléments